# 渡邊孝夫
渡邊 孝夫（わたなべ たかお、1943年（昭和18年）12月24日 - ）は、日本の銀行家。西京銀行相談役。

## 来歴・人物
福岡県出身。福岡大学商学部卒業後、当時の山口相銀入行。
頭取、会長在任時は、ライブドアとの提携によるインターネット銀行構想の挫折や明らかになった内部管理体制の問題点などを克服するため、地元回帰と経営改善に取り組んだ。

## 略歴
- 1966年（昭和41年）4月 - 山口相互銀行(現西京銀行)入行。
- 1997年（平成9年）
  - 4月 - 資金証券部長。
  - 6月 - 取締役総務部長。
- 1998年（平成10年）6月 - 取締役下関支店長。
- 1999年（平成11年）
  - 4月 - 取締役下関支店長兼下関地区統括部長。
  - 10月 - 取締役下関支店長兼新地支店長兼下関地区統括部長。
- 2001年（平成13年）6月 - 常務取締役関福地区本部長。
- 2003年（平成15年）6月 - 常務取締役兼常務執行役員関福地区本部長。
- 2004年（平成16年）6月 - 専務取締役兼専務執行役員。
- 2005年（平成17年）7月 - 相談役兼西京リース会長。
- 2006年（平成18年）6月 - 取締役頭取（代表取締役）。
- 2010年（平成22年）6月 - 取締役会長（代表取締役）。
- 2011年（平成23年）6月 - 相談役[1]。